# 박찬수 (조각가)
박찬수(朴贊守, 1948년 6월 6일~)는 대한민국의 조각가이다. 1985년에 문화재수리 기증 보유자(조각 제772호)로 지정 받게 되었으며 한국사립박물관협회 회장 한국박물관협회 이사를 역임했다.1996년에 목조각자로서는 최초로 국가무형문화재 목조각장 기능보유자로 인정받게 되었으며, 현재 목아박물관의 관장을 맡고 있다.

## 수상
- 1982년: 제1회 단원예술제 종합대상 수상
- 1989년: 대한민국 전승공예대전 대통령상 수상
- 2001년: 대한민국 문화예술상 대통령상 수상
- 2002년: 만해상 수상

## 같이 보기
- 목아박물관
- 목아전통예술학교

## 참고 자료
“국가무형문화재 목조각장 박찬수”. 네이버 지식백과. 2013년 1월 10일.